# Comitatul Ugocea
Comitatul Ugocea, cunoscut și ca Varmeghia Ugocea, (în maghiară Ugocsa vármegye, în germană Komitat Ugotsch, în latină Comitatus Ugotsensis) a fost o unitate administrativă a Regatului Ungariei, care a funcționat în perioada 1876-1920. Capitala comitatului a fost orașul Seleușu Mare (în maghiară Nagyszőllős, în ucraineană Vînohradiv).
Teritoriul său se află acum în vestul Ucrainei (2⁄3), în nord-vestul României (1⁄3) și în nord-estul Ungariei (o mică porțiune). 

## Geografie
Comitatul Ugocea se învecina la nord și vest cu comitatul Bereg (Bereg), la est cu comitatul Maramureș (Máramaros) și la sud cu comitatul Sătmar (Szatmár). Suprafața comitatului în 1910 era de 1.213 km², incluzând suprafețele de apă.
Majoritatea teritoriului comitatului era o zonă de câmpie, situată pe ambele maluri ale râului Tisa. În partea de est, pe malul stâng al râului Tisa, se întindea Marea Câmpie Ungară (Alföld), în timp ce pe malul drept al râului se întindea un lanț muntos mai mic, Munții Tupi⁠(pl)[traduceți] (Nagyszölösi hegyseg).

## Istoric

### Formare și dezvoltare
Acest teritoriu a fost locuit de slavi încă din Evul Mediu. Ungurii au apărut în această regiune la sfârșitul secolului al IX-lea și au început să o stăpânească definitiv la sfârșitul secolului al XII-lea și începutul secolului al XIII-lea. Teritoriul a fost devastat de tătari în anul 1241, iar mai târziu au fost așezați aici coloniști ruteni și sași. Regatul Ungariei și-a extins granițele până la poalele Munților Carpați la sfârșitul anilor 1180, impunând un sistem de organizare administrativă sub formă de comitate în regiunile de graniță (Ung, Bereg și Ugocea).
Istoria comitatului Ugocea începe în a doua jumătate a secolului al XII-lea cu formarea comitatului forestier Ugocea (Ugocsai erdőispánság), care avea inițial rolul de moșie regală de vânătoare. În 1299 nobilii locale au primit anumite privilegii și dreptul de a decide probleme importante la adunările generale, putând să-și aleagă singuri conducătorul (ispán). În schimbul acestor drepturi și privilegii, nobilii trebuiau să îndeplinească serviciul regal de pază a granițelor regatului și să formeze unități militare nobiliare.
Numele comitatului provine de la numele satului Ugocea (Ugocsa), care a fost menționat pentru prima dată într-un document din 1313, care se referea la aprobarea numirii preotului paroh Petru din Seleușu Mare în postul de mitropolit. Ugocea este menționat pentru a doua oară în anii 1332–1337 în informațiile papale despre zeciuială ca localitate cu preot propriu.
Începând din a doua jumătate a secolului al XIII-lea, orașul Craihaza (în maghiară Királyháza) a devenit reședința ișpanilor de Ugocea. Timp de mai multe secole, reprezentanții familiei Perényi au fost ișpanii ereditari ai comitatului Ugocea. Comitatul forestier Ugocea a fuzionat în secolul al XIV-lea cu domeniul feudal Sásvár (Sásvári várispánság), aflat la marginea localității Tiszasásvár, și a format comitatul nobiliar Ugocea. Cu toate acestea, teritorii semnificative ale fostului comitat forestier au fost transferate comitatelor Maramureș și Sătmar. Ugocea a fost, pe rând, comitat al Regatului independent al Ungariei (sec. al XIV-lea – 1544), al Regatului Ungariei Răsăritene (1544–1561), al Regatului habsburgic al Ungariei (1561–1606, 1606–1621, 1629–1645, 1648–1785, 1790–1850, 1860-1867), al Principatului Transilvaniei (1606, 1621–1629, 1645–1648) și apoi al Regatului Ungariei din cadrul Austro-Ungariei (1867-1918). În secolul al XVI-lea, comitatul Ugocea a reprezentat zona de graniță a stăpânirii habsburgice, turcești și transilvănene în Ungaria. În urma luptelor, teritoriul comitatului a fost complet depopulat. Repopularea teritoriului a avut loc în secolul al XVIII-lea.
Comitatul Ugocea a fost reconfigurat în anul 1876, când structura administrativă a Regatului Ungariei a fost schimbată, iar centrul său administrativ a fost stabilit în orașul Seleușu Mare (Nagyszőlős). În urma reformelor administrative, Ugocea a devenit în 1882 cel mai mic comitat al Ungariei. În 1918, ultimul an al Primului Război Mondial, partea de nord a comitatului a fost ocupată de Armata Cehoslovacă, iar partea de sud de Armata Română. În același timp, etnicii ucraineni din comitatul Ugocea au solicitat includerea teritoriilor locuite de ei în Republica Populară a Ucrainei Occidentale.

### Desființare
În anul 1920, prin Tratatul de la Trianon, care a pus capăt Primului Război Mondial, majoritatea teritoriului comitatului Ugocea a fost împărțit între Cehoslovacia și România în funcție de naționalitatea locuitorilor. Partea de nord a comitatului (teritoriile de pe malurile râurilor Borjava și Tisa, inclusiv capitala Seleușu Mare), cu o suprafață de 809 km², a intrat în componența noului stat Cehoslovacia, partea de sud (teritoriile de pe malurile râului Tur, incluzând localitatea Halmeu), cu o suprafață de 404 km², a revenit României, în timp ce o porțiune de câțiva metri pătrați formată din două teritorii nelocuite aflate lângă Nagyhódos și Garbolc au rămas Ungariei. Păstrarea pe teritoriul Ungariei a acestei mici porțiuni s-a datorat modificării naturale în decursul timpului a cursului râului Tur: meandrele râului s-au deplasat în mod natural înspre nord-est, formând o poiană (Tur Erdő) care aparținea din punct de vedere administrativ orașului Ferteșolmaș (Fertös Almás). Acest mic teritoriu a fost inclus în comitatul Sătmar (Szatmár), care a fuzionat în 1923 cu comitatul Bereg în noul comitat Sătmar-Ugocea-Bereg. 
În perioada interbelică, partea românească a fostului comitat a constituit plasa Ugocea a județului Satu Mare.

### Reînființare
În 1938, în baza Primului Dictat de la Viena, Ungaria a anexat porțiunea vestică a părții cehoslovace a fostului comitat și a inclus-o, împreună cu alte teritorii, în noul comitat Bereg-Ugocsa. Un an mai târziu, trupele maghiare au ocupat Rutenia Subcarpatică, care aparținea Cehoslovaciei, iar teritoriile care aparținuseră comitatului Ugocea înainte de Tratatul de la Trianon au fost repartizate noului district administrativ Maramureș (Máramarosi közigazgatási kirendeltség).
Partea românească (sudică) a fostului comitat Ugocea a fost ocupată și ea de Ungaria, în urma Dictatului de la Viena (Al doilea arbitraj de la Viena) din august 1940. Astfel, întregul teritoriu al vechiului comitat a ajuns din nou sub stăpânire ungurească. Comitatul Ugocea a fost reînființat cu un teritoriu modificat, ce conținea atât partea românească recent anexată, cât și cea mai mare parte a satelor din Rutenia Subcarpatică, care formaseră anterior districtul Seleușu Mare (Nagyszőllősi járás) al districtului administrativ Maramureș, astfel că suprafața comitatului era în 1941 de 894 km². Capitala comitatului Ugocea a devenit din nou orașul Seleușu Mare.

### Situația actuală
Granițele Ungariei de dinainte de 1938 au fost restabilite după cel de-al Doilea Război Mondial, în conformitate cu acordul de armistițiu cu Uniunea Sovietică. Cu toate acestea, în 1946, partea cehoslovacă (nordică) a fostului comitat Ugocea a fost cedată Uniunii Sovietice, fiind inclusă în regiunea Transcarpatia a RSS Ucrainene (din cadrul URSS). Mica porțiune a comitatului Ugocea care a rămas Ungariei a fost inclusă în județul Sătmar-Bereg (Szatmár-Bereg megye) în 1945, apoi în județul Szabolcs-Sătmar (Szabolcs-Szatmár megye) după reforma administrativă din 1950 și în cele din urmă în județul Szabolcs-Szatmár-Bereg în 1990.
După destrămarea Uniunii Sovietice în 1991, partea nordică a fostului comitat Ugocea a devenit parte componentă a Ucrainei, fiind inclusă în regiunea Transcarpatia (cea mai mare parte în raionul Vînohradiv, iar unele părți mai mici în raioanele Hust și Irșava). Partea sudică a comitatului se află, în prezent, în județul Satu Mare al României.

## Demografie

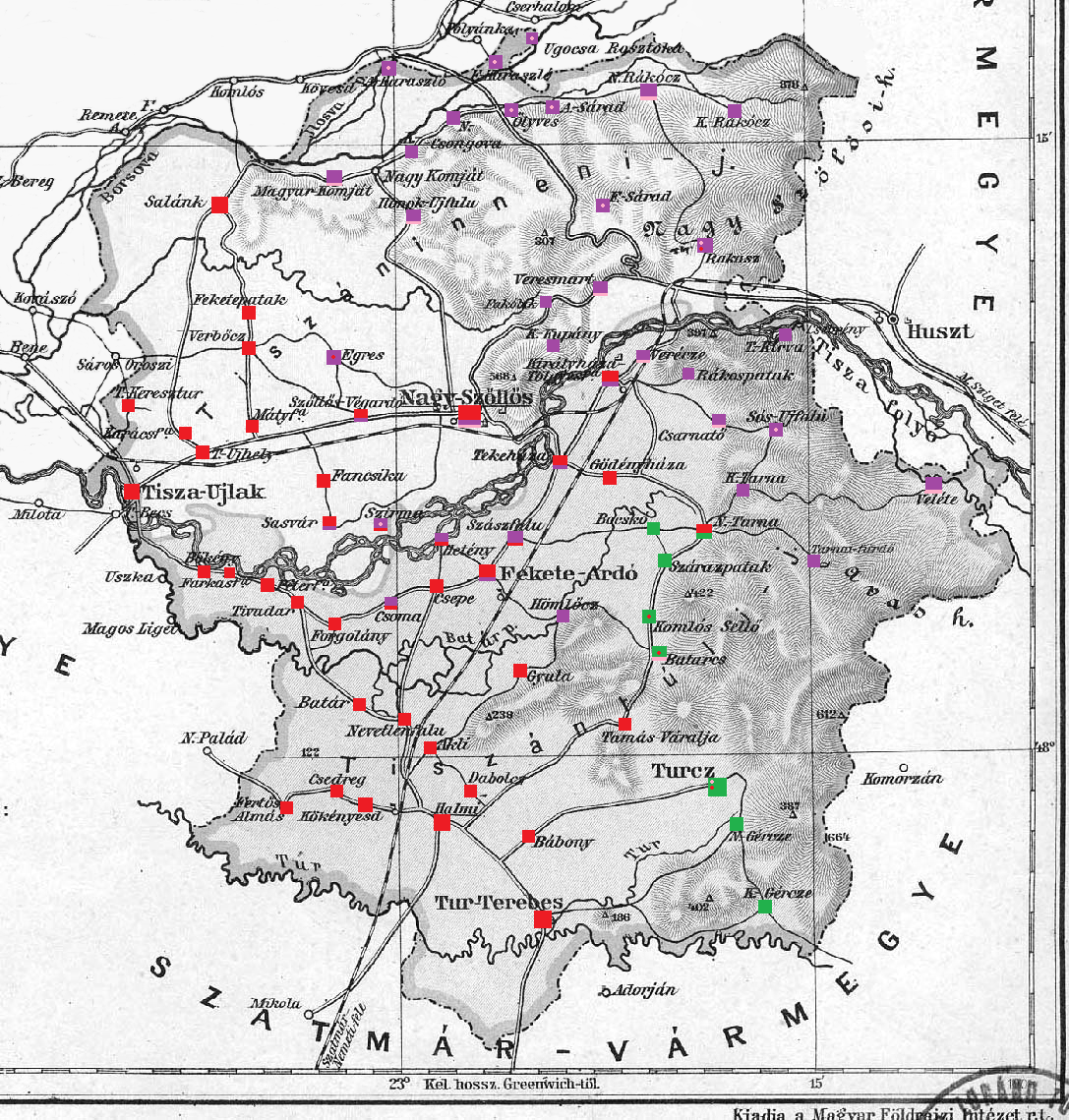
Harta etnică a comitatului potrivit recensământului din 1910 (vezi explicația în descriere).

| Recensământ | Total  | Maghiari        | Ruteni          | Români         | Germani       | Alții (altă limbă sau limbă nedeclarată) |
| ----------- | ------ | --------------- | --------------- | -------------- | ------------- | ---------------------------------------- |
| 1880        | 65.377 | 22.664 (35,67%) | 29.976 (47,17%) | 8.183 (12,88%) | 2.409 (3,79%) | 314 (0,49%)                              |
| 1890        | 75.461 | 28.852 (38,23%) | 32.076 (42,51%) | 8.830 (11,70%) | 5.447 (7,22%) | 256 (0,34%)                              |
| 1900        | 83.316 | 35.702 (42,85%) | 32.721 (39,27%) | 9.270 (11,13%) | 5.505 (6,61%) | 118 (0,14%)                              |
| 1910        | 91.755 | 42.677 (46,51%) | 34.415 (37,51%) | 9.750 (10,63%) | 4.632 (5,05%) | 281 (0,31%)                              |

| Recensământ | Total  | Greco-catolici  | Calvini         | Evrei           | Romano-catolici | Alții (altă religie sau religie nedeclarată) |
| ----------- | ------ | --------------- | --------------- | --------------- | --------------- | -------------------------------------------- |
| 1880        | 65.377 | 41.808 (63,95%) | 10.246 (15,67%) | 7.835 (11,98%)  | 5.394 (8,25%)   | 94 (0,14%)                                   |
| 1890        | 75.461 | 47.651 (63,15%) | 11.722 (15,53%) | 9.414 (12,48%)  | 6.201 (8,22%)   | 473 (0,63%)                                  |
| 1900        | 83.316 | 52.417 (62,91%) | 12.928 (15,52%) | 10.566 (12,68%) | 7.264 (8,72%)   | 141 (0,17%)                                  |
| 1910        | 91.755 | 57.550 (62,72%) | 14.002 (15,26%) | 11.850 (12,91%) | 8.173 (8,91%)   | 180 (0,20%)                                  |

## Subdiviziuni

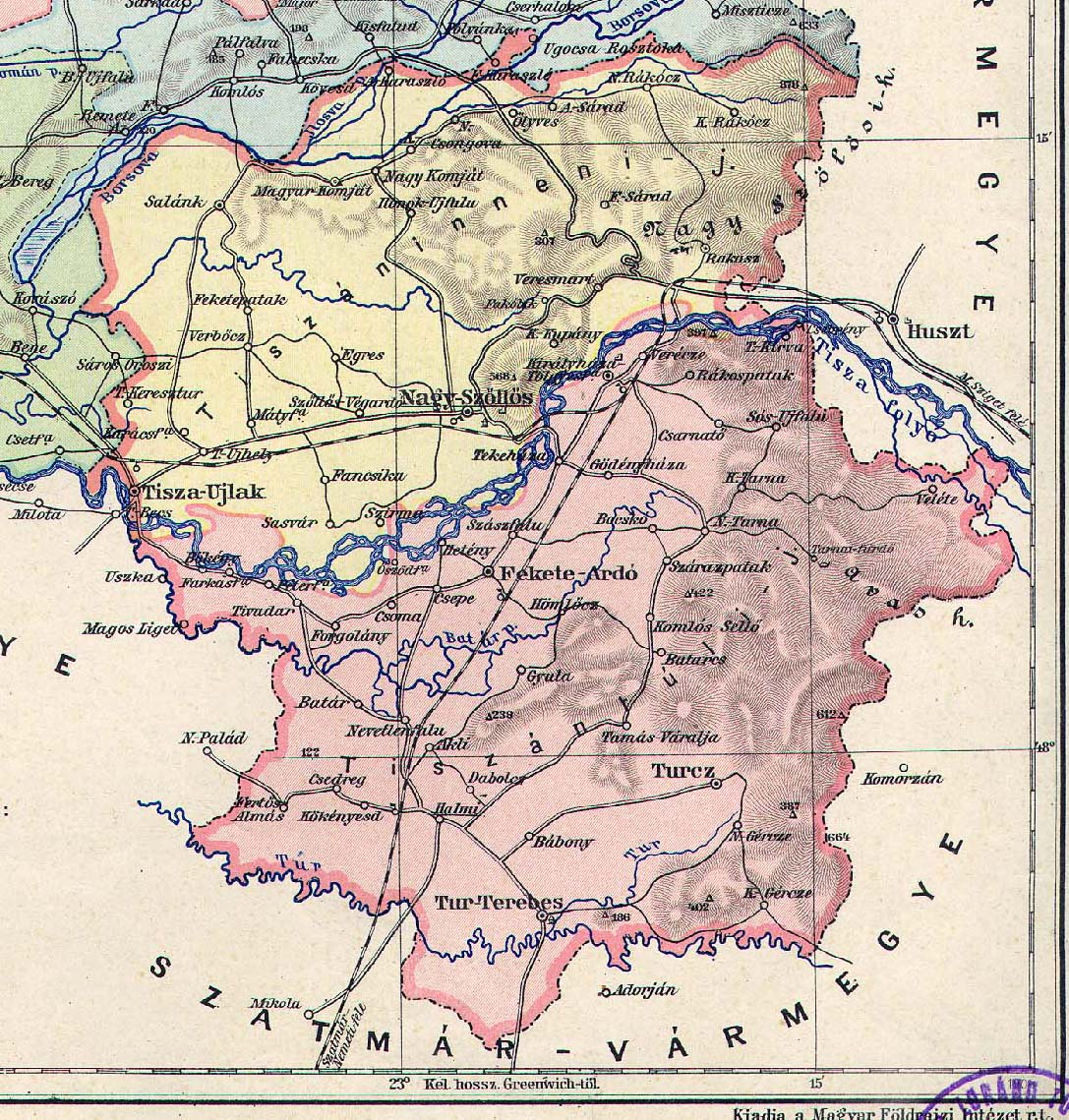
Cele două districte ale comitatului la începutul secolului al XX-lea

Comitatul Ugocea a fost împărțit timp de mai multe secole în două districte:
| Districte (járás) | Districte (járás)                          |
| District          | Capitală                                   |
| ----------------- | ------------------------------------------ |
| Tiszáninnen       | Nagyszőlős (azi Seleușu Mare (Vînohradiv)) |
| Tiszántúl         | Halmi (azi Halmeu)                         |

În anul 1918 a avut loc o reorganizare administrativă a comitatului: au fost reconfigurate teritorial districtele Tiszáninnen și Tiszántúli (fiind redenumite Nagyszőlős și Halmi) și a fost înființat districtul Királyháza, cu reședința în orașul Királyháza (Craihaza). 
După Primul dictat de la Viena (1938), satele din partea de vest a fostului comitat Ugocea, care au fost anexate Ungariei, au făcut parte din districtul Tiszaújlak al comitatului Bereg-Ugocsa, al cărui reședință era orășelul Tiszaújlak (în română Uileacu Tisei, în ucraineană Вилок, transliterat: Vîlok).
În perioada 1940-1944, când teritoriul întreg al fostului comitat a aparținut din nou Ungariei și cea mai mare parte a sa a funcționat din nou ca un comitat de sine stătător, subdiviziunile comitatului Ugocea au fost:
- Nagyszőlős, cu reședința la Seleușu Mare (Vînohradiv) (Nagyszőlős)
- Halmi, cu reședința la Halmeu (Halmi)

Localitatea Seleușu Mare (Vînohradiv) este situată în prezent pe teritoriul Ucrainei; Halmeu se află în România.